# 여주제일중학교
여주제일중학교(驪州第一中學校)는 대한민국 경기도 여주시 가남읍 심석리에 있는 사립 중학교이다.

## 학교 연혁
- 1954년 4월 26일 : 학교법인 의성학원 설립인가
- 1954년 5월 15일 : 신성중학교 개교
- 1968년 3월 1일 : 초대 이사장 김연수 박사 취임
- 1971년 5월 5일 : 수산개척자회 창립
- 1973년 9월 17일 : 학교법인 수산학원으로 법인 명칭 변경
- 1978년 3월 1일 : 여주동중학교로 교명 변경
- 2004년 3월 1일 : 여주제일중학교로 교명 변경
- 2004년 6월 5일 : 성실관 준공
- 2007년 3월 1일 : 특수학급 설립 인가(1학급)
- 2009년 7월 1일 : 사교육절감형 창의경영학교 운영(교육과학기술부)
- 2015년 8월 18일 : 자유학기제 희망학교 운영
- 2015년 9월 12일 : 제4대 이사장 김영민 선생 취임
- 2018년 4월 23일 : 제14대 교장 김보영 선생 취임
- 2019년 3월 1일 : 혁신학교 운영(경기도교육청)
- 2024년 1월 5일 : 제69회 졸업식(총 졸업생 수 11,771명)

## 참고 자료
- 여주제일중학교 - 한국교육학술정보원 학교알리미